# Mbabane Highlanders Football Club
Lo Mbabane Highlanders Football Club è una società calcistica swazilandese di Mbabane, fondata nel 1952. Milita nella Premier League, la massima serie del campionato swazilandese di calcio.
È la società swazilandese più titolata, avendo vinto 12 titoli nazionali, 7 coppe nazionali e 4 supercoppe nazionali.

## Palmares

### Competizioni nazionali
- Campionato swazilandese: 12

1976, 1980, 1982, 1984, 1986, 1988, 1991, 1992, 1995, 1997, 2000, 2001
- Coppa di Swaziland: 7

1983, 1985, 1990, 1997, 1999, 2009, 2010
- Supercoppa di Swaziland: 4

1998, 2007, 2008, 2010
- Swazi Trade Fair Cup: 1

1999

### Altri piazzamenti
- Coppa di Swaziland:

Finalista: 2012